# Dhami
Dhami, Ghami ou Ghemi é uma aldeia e um village development committee (lit.: "comité de desenvolvimento de aldeia") do distrito de Mustang, da zona de Dhaulagiri da região Oeste do Nepal. Em 2011 tinha 611 habitantes e 169 casas de habitação.
Situa-se no vale de um afluente da margem direita (ocidental) do Kali Gandaki, a sudoeste de Lomanthang, a norte de Chhusang e a nordeste de Kagbeni. Fazia parte do antigo reino de Mustang.
O village development committee tem as seguintes aldeias:
- Akiama (3 540 m)
- Chhunggar (3 725 m)
- Chungsi (3 940 m)
- Dhakmar (3 786 m)
- Ghami (3 590 m)
- Ghiling (3 500 m)
- Jhainte (3 820 m)
- Sangboche (3 780 m)
- Tama Gaun (3 675 m)
- Yamda (3 870 m)